# Kanikuly strogogo režima
Kanikuly strogogo režima (Каникулы строгого режима) è un film del 2009 diretto da Igor' Zajcev.

## Trama
Il film racconta di due uomini (Kolcov e Sumarokov) che, a seguito di crimini involontari, risultano essere consiglieri in un campo di pionieri.